# Бой при Пасо-де-Мерседес
В бою при Пасо-де-Мерседес (исп. Paso de Mercedes) 18 июля 1865 года во время Парагвайской войны бразильская эскадра с боем прорвалась по проходу, контролируемому парагвайскими войсками на реке Парана в аргентинской провинции Корриентес.

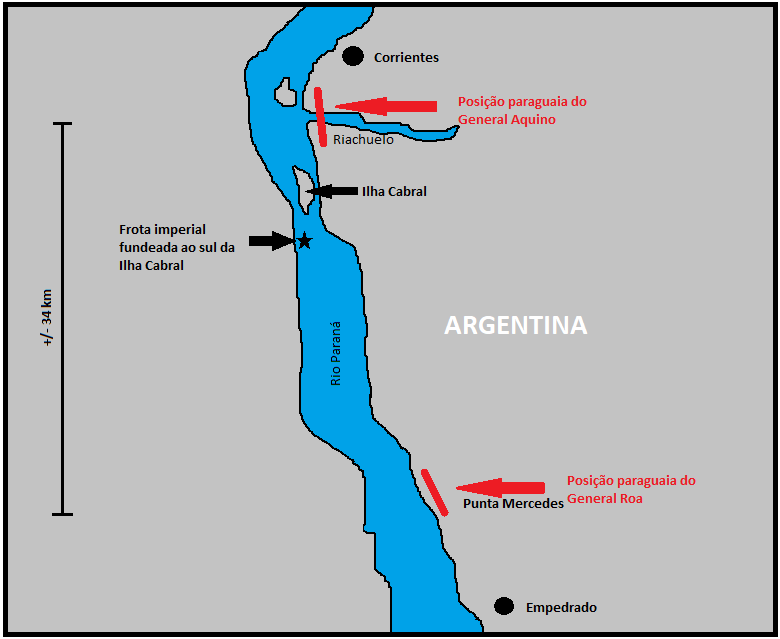
Карта-схема места боя.

11 июня 1865 года небольшой парагвайский флот под командованием коммодора Педро Игнасио Месы потерпел поражение от эскадры Бразильской империи под командованием Франсиско Мануэля Баррозу да Силва в битве при Риачуэло. В результате Парагвай был заблокирован, и его ресурсы со временем могли только уменьшаться, союзники могли свободно снабжать и перемещать свои войска, а парагвайская колонна под командованием генерала Венсеслао Роблеса увидела угрозу своим коммуникациям. Роблес остановил свое продвижение у реки Санта-Лусия и, получив приказ от Франсиско Солано Лопеса, начал отход к Корриентесу.
Со своей стороны, бразильцы могли выдвинуться вперед, чтобы перерезать коммуникации Роблеса, изолировав его на территории провинции Корриентес, в которой парагвайские силы были бы разделены на три изолированных корпуса, но Баррозу тем не менее предпочел остаться на ремонте мелких повреждений к югу от ручья.
Затем парагвайский командующий Хосе Мария Бругес решил расположить свою артиллерию между стоянкой имперской эскадры и устьем эстуария, чтобы отрезать её коммуникации, поэтому он переместил свои батареи в Пунта-Мерседес, примерно в 15 км к северу от Эмпедрадо (Корриентес), на отметке 1157 км реки Парана. У выбранной позиции ширина реки была менее 2 км, а берег высотой около 20 м, что позволяли ему господствовать над проходом с помощью своей артиллерии. У Брюгеса было 22 орудия, которые он получил после боя при Риачуэло. Его поддерживали три пехотных батальона под командованием майора Акино и кавалерийский эскадрон, всего 3000 человек.
Услышав новости о перемещении парагвайцев, Баррозу испугался, что он будет фактически отрезан от своей оперативной базы, и приказал отступить вниз по реке. Его эскадра состояла из 12 вооруженных пароходов. 18 июля бразильцы прошли по Пасо-де-Мерседес, выдержав шквальный ружейный и артиллерийский обстрел и не потеряв ни одного парохода, за исключением 14 человек личного состава. После того, как препятствие было преодолено, Баррозу продолжил движение до отметки 1120 км реки Параны, в 20 км к югу от Эмпедрадо, и бросил якорь в Чимболаре, где его встретил аргентинский пароход.
Бругес, со своей стороны, снова снял свои батареи и снова направился вниз по реке к Пунта-Куэвас, в 25 км к югу от города Белья-Виста в Корриентес. Баррозу повторил свою операцию, и 12 августа 1865 года произошёл бой при Пасо-де-Куэвас.